# Mimusops balata
Espèce
Classification phylogénétique
Synonymes
- Achras balata Aubl. - Basionyme[1]

- Imbricaria balata (Aubl.) A.Chev.
- Imbricaria maxima Poir.
- Mimusops maxima (Poir.) R.E.Vaughan

Mimusops balata est une espèce de plantes à fleurs de la famille des Sapotaceae. C'est un arbre endémique de La Réunion et de l'île Maurice.
Il est  appelé grand natte ou natte à grandes feuilles à La Réunion. À l'île Maurice, on le nomme macaque ou makak,  de manière indifférenciée avec Mimusops petiolaris.

## Risque de confusion
Dans le nom binomial Mimusops balata (Aubl.) C.F.Gaertn., l'épithète spécifique balata a pu induire en erreur les botanistes et le faire confondre avec Manilkara bidentata (A.DC.) A.Cheval, le balata franc de Guyane. Le nom fautif Mimusops balata Pierre ex Dubard, 1915 a été invalidé.
Il ne faut pas non plus le confondre avec l'homonyme Mimusops balata Crueg. ex Griseb., 1864, qui est en fait un synonyme de Mimusops globosa C.F. Gaertn..

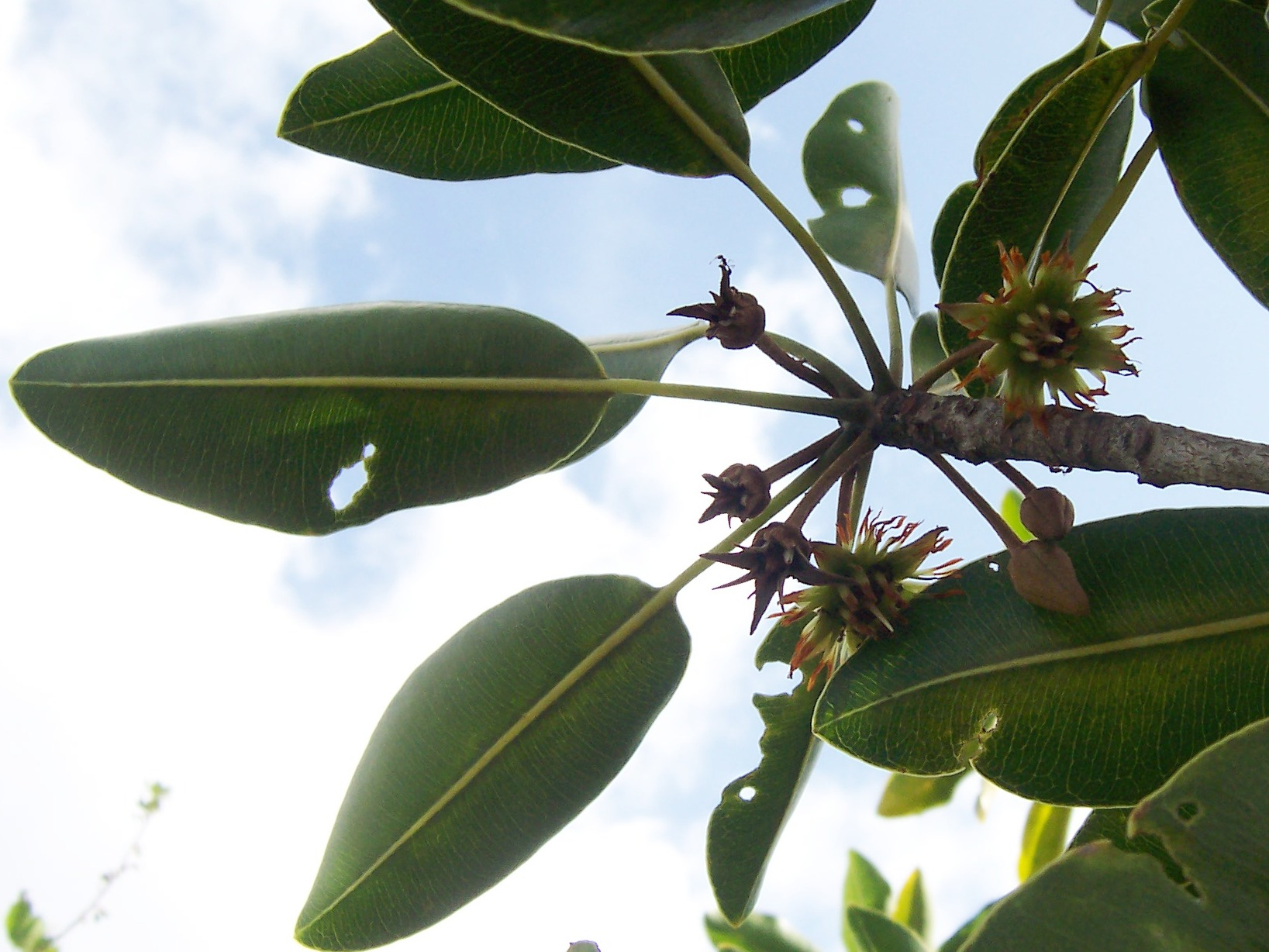
Floraison.

## Utilisations

### Bois
Le bois de grand natte fut beaucoup exploité et utilisé en construction. Il servit également à confectionner des parquets. Le bois de cœur, bien distinct d'un aubier gris clair, est brun-rouge à brun-orangé avec des veinures légèrement plus sombres, à maillure fine à peine visible, parfois ondé. Le grain est fin. La densité peut varier de 0,7 à 0,9 .
La disparition quasi complète des forêts mégathermes a fait s'éteindre cette ressource en bois. Dès la fin du XIXe, Cordemoy s'inquiétait de sa raréfaction. Quelques plantations artificielles à Saint-Philippe, au sud-est de La Réunion, en association avec le petit natte, seront susceptibles dans quelques décennies de ne fournir que des volumes très minimes.

### Colle
Le latex, récupéré principalement à partir des fruits verts, servait à confectionner la « colle natte », une glu destinée à piéger les oiseaux.

## Protologue

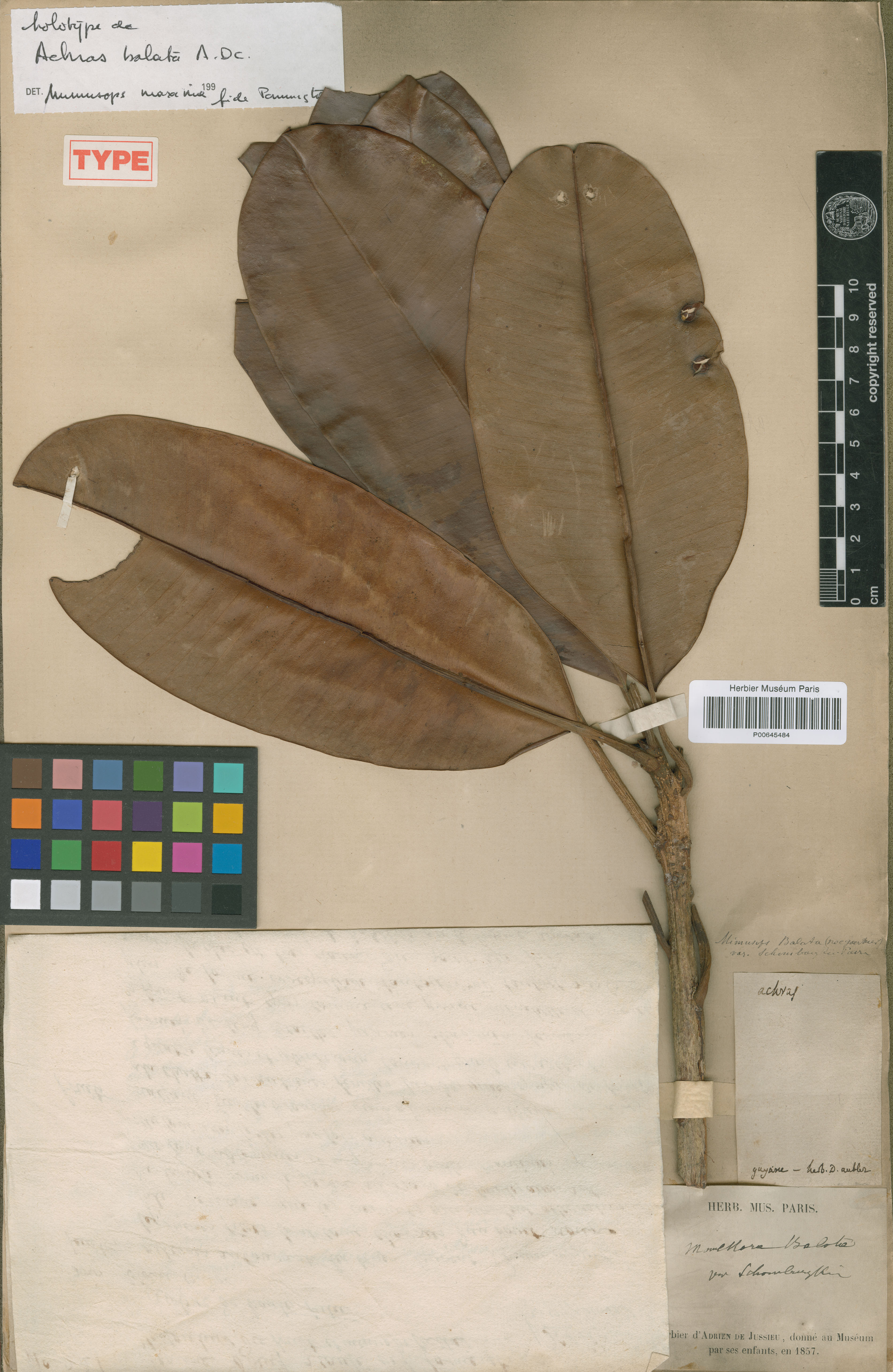
holotype de Mimusops balata, collecté par Fusée-Aublet à l'iſle de France

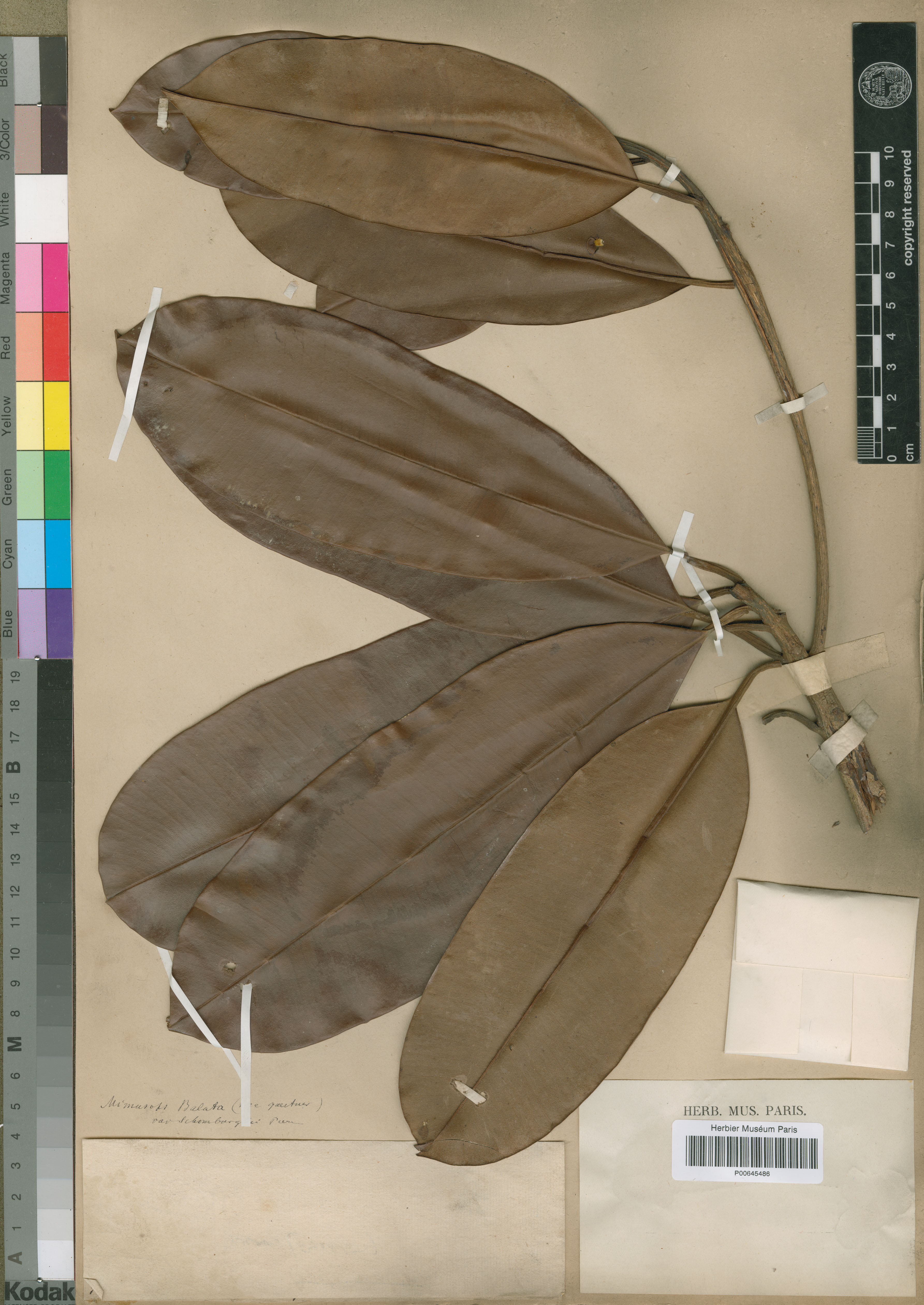
échantillon type de Mimusops balata, collecté par Fusée-Aublet à l'iſle de France

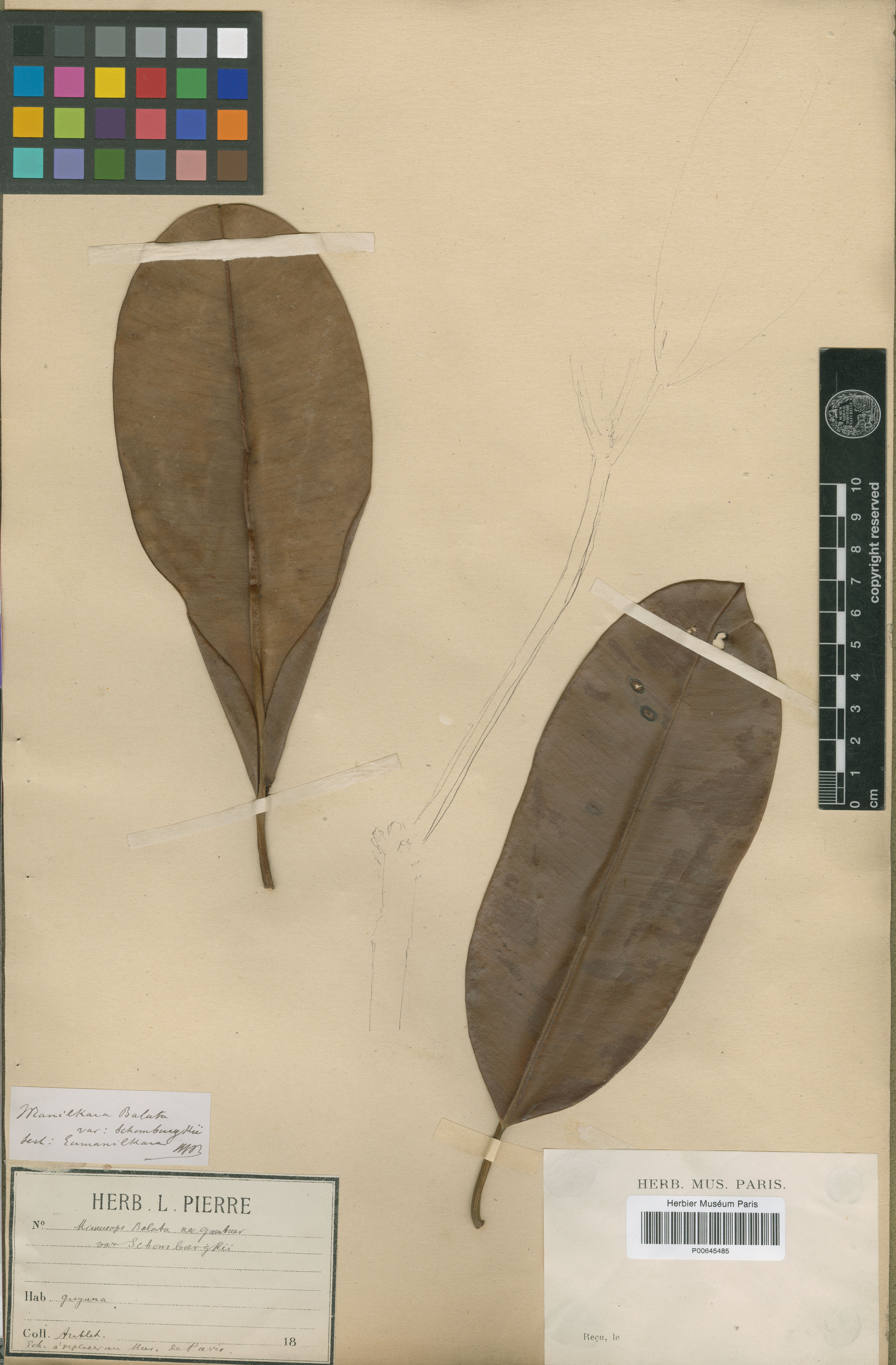
échantillon type de Mimusops balata, collecté par Fusée-Aublet à l'iſle de France

En 1775, le botaniste Aublet propose le protologue suivant : 

« ACHRAS (Balata) foliis ovato-oblongis, ſubtùs cinereis ; fructu viridi, olivæformi.
MANIL-KARA. RHEED. H.mal. tom.4.tab.25.p.53.
BOIS DE NATE à feuille de poirier, ou à petite feuille, de l'iſle de France ; il eſt commun dans le quartier du port du Sud-eſt, & dans la ravine de la rivière au ris. »

— Fusée-Aublet, 1775.